# Bán vợ

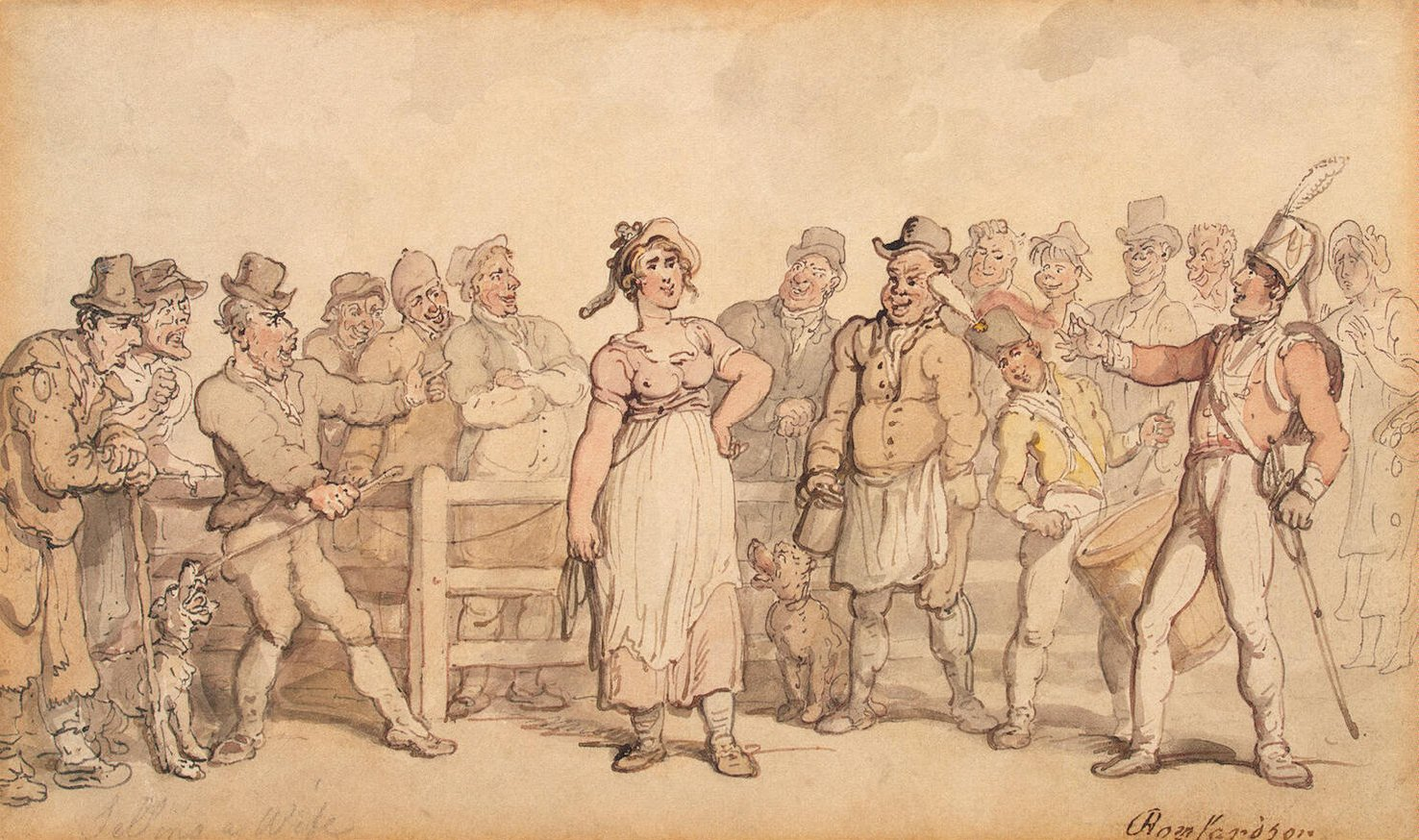
Selling a Wife (1812–1814), của Thomas Rowlandson.

Tục bán vợ của người Anh là một cách kết thúc một cuộc hôn nhân không vừa ý theo thoả thuận hai bên và đã bắt đầu vào cuối thế kỷ 17, khi ly hôn khó có thể thức hiện đối với đa số mọi người chỉ trừ những người giàu có nhất. Sau khi buộc một vòng dây ở cổ, tay hay eo vợ, người chồng sẽ đưa ra công chúng bán đấu giá công khai của mình cho người trả giá cao nhất. Tục bán vợ được chọn làm bối cảnh cho cuốn tiểu thuyết Thomas Hardy, Thị trưởng của The Mayor of Casterbridge, trong đó nhân vật chính bán vợ của mình ở phần đầu câu chuyện, một hành động mà ám ảnh anh ta trong phần còn lại của cuộc đời mình và cuối cùng hủy hoại anh ta.
Mặc dù phong tục này đã không có cơ sở pháp luật và thường xuyên dẫn đến việc truy tố, đặc biệt là từ trở đi giữa thế kỷ 19, thái độ của chính quyền đã không phân minh. Ít nhất một thẩm phán vào đầu thế kỷ 19 là có ý kiến trong tài liệu ghi chép rằng ông không tin rằng ông có quyền ngăn chặn việc bán vợ, và có những trường Poor Law Commissioners buộc phải bán vợ chồng của họ, thay vì phải duy trì gia đình trong nhà tế bần.
Tục bán vợ bán này tồn tại ở một số hình thức cho đến đầu thế kỷ 20, theo luật gia và sử gia James Bryce, viết năm 1901, tục bán vợ vẫn thỉnh thoảng diễn ra trong thời của ông. Đưa ra bằng chứng tại tòa án cảnh sát Leeds năm 1913, một phụ nữ tuyên bố rằng cô đã bị bán cho một trong những đồng nghiệp của chồng với giá một bảng Anh, một trong những trường hợp báo cáo mới nhất của một vụ bán vợ tại Anh.

## Nền tảng pháp lý
Tục bán vợ theo "hình thức nghi lễ"" có vẻ là một "phong tục phát minh" có nguồn gốc vào khoảng cuối thế kỷ 17, dù có tài liệu ghi chép từ năm 1302 về việc chuyển nhượng vợ cho người khác bằng văn bản.. Với sự gia tăng phổ biến của báo chí, báo cáo về tục bán vợ này trở nên thường xuyên hơn trong nửa sau của thế kỷ 18. Theo lời của nhà văn thế kỷ 20 Courtney Kenny, các nghi lễ là "một phong tục bám gốc rễ đủ sâu để chứng tỏ rằng nó đã không có nguồn gốc gần đây ",, nhưng viết vào năm 1901 về vấn đề bán vợ, James Bryce nói rằng đã có" không có dấu vết ở tất cả trong [pháp luật] Anh của chúng tavề bất kỳ quyền đó ".
Ông cũng công nhận rằng mặc dù rằng "tất cả mọi người đã nghe nói về các thói quen kỳ quặc trong việc thực hiện bán vợ, mà vẫn thỉnh thoảng tái phát trong số các giai cấp hạ đẳng hơn ở Anh".